# Mujer Manta Caminante
Mujer Manta Caminante (en sioux, Tȟašína Máni), también conocida como Túnica de Águila, Ella Camina con su Chal, Mujer de la Túnica Móvil, Camina con su Túnica y finalmente como Mary Crawler,   fue una mujer sioux hunkpapa que luchó contra  el general George Armstrong Custer durante la batalla de Little Big Horn para vengar a su hermano, Un Halcón, que había sido abatido. 

## Primeros años de vida
Mujer Manta Caminante nació cerca del área ahora llamada Grand River, Dakota del Sur. El nombre de su padre era Crawler; también era conocido como Siohan  y era el jefe de la banda hunkpapa,  también presente en la batalla. Su madre era Cara de Girasol. A la edad de 17 años, Mujer Manta Caminante viajó a Montana con un grupo de guerra para luchar contra los Crow. Contando unos 22 años, ella y su familia se mudaron al área de Peji Sla Wakapa, conocido en inglés como Little Big Horn.

## Batalla de Little Big Horn
Cuando tenía 23 años, escuchó la noticia de sus padres de que su hermano había sido asesinado por Pehin Hanska (el nombre lakota de Custer) y sus soldados. Poco después, una tropa de soldados cargó a caballo contra la gran aldea lakota cerca del río Hierba Grasienta (Little Bighorn, en inglés) y comenzó a disparar sus armas. Más tarde, un guerrero oglala lakota llamado Águila Rápida afirmó que durante la batalla había sujetado los brazos de Custer mientras Mujer Manta Caminante lo apuñalaba por la espalda. Sin embargo, varios otros guerreros afirmaron haber matado a Custer, y es dudoso que ella lo haya abatido. Ninguno de los relatos publicados describe que Custer tuviera heridas de arma blanca, y los oficiales que encontraron su cuerpo lo describieron como alguien que murió por heridas de bala.
Sí vengó la muerte de su hermano matando a dos hombres de Custer, uno con un cuchillo y el otro con un revólver. Este último fue el intérprete del ejército Isaiah Dorman. 

## Años posteriores
Después de la batalla de Little Bighorn, se trasladó con su gente a Canadá, donde permaneció hasta 1881. Luego se mudó al área de Kenel en la reserva de Standing Rock. La Encuesta de información familiar de Standing Rock señala que en 1923, a los 70 años, Mujer Manta Caminante vivía sola en una casa de troncos de una habitación con un granero anexo, en el río Grand al oeste de Bullhead, Dakota del Sur. La encuesta también informa que poseía 18 caballos y 23 cabezas de ganado.

## Entrevista
Una entrevista con ella, realizada en Fort Yates, Dakota del Norte por Frank B. Zahn,  se publicó en el libro de Richard G. Hardorff, Lakota Recollections of the Custer Fight, New Sources of Indian-military History .  En la entrevista describe sus emociones al enterarse de la muerte de su hermano en Little Big Horn:
Mi corazón estaba afligido. ¡Venganza! ¡Venganza! Por la muerte de mi hermano. Pensé en la muerte de mi hermano menor, Un Halcón. Corrí a un matorral cercano y tomé mi caballo negro. Me pinté la cara de carmesí y trencé mi cabello negro. Estaba de luto.  Era una mujer, pero no tenía miedo.
Fue fotografiada más tarde por F. B. Fiske; la fotografía de Fiske se conserva en los Archivos Antropológicos Nacionales del Instituto Smithsoniano. 
El artista estadounidense Thom Ross realizó una instalación de 200 piezas sobre la batalla, incluyendo una pintura de Mujer Manta Caminante. 